# Медаль «За албанскую экспедицию»
Медаль «За албанскую экспедицию» (итал. Medaglia commemorativa della spedizione in Albania) —  награда Королевства Италия, учреждённая королевским указом № 683 от 7 марта 1940 года. Предназначалась для награждения личного состава экспедиционного корпуса в Албании, Королевского флота и Королевских ВВС, экипажей торгового флота, а также военизированного и гражданского персонала, следующего за войсками, которые в период с 7 по 16 апреля оккупировали территорию Албанского королевства. 
Закон об особенностях чеканки медали, кроме её размеров и цвета ленты, из-за вступления Италии во Второй мировой войны так и не был издан. Потому компании, проводившие их чеканку, могли свободно интерпретировали внешний вид знаков отличия, без какого-либо официального одобрения. В итоге, существует четыре вариант данной медали, внешний вид которых имеет свои особенности.
Награда была упразднена в 2010 году. Некоторые итальянские солдаты носили ленту данной награды во время Второй мировой войны.

## Описание награды
Ниже приведены наиболее распространенные варианты медали.

### ЧеканкаFratelli Lorioli-Milano (Publio Morbiducci)
Медаль представляет собой бронзовый диск из бронзы или замака диаметром 33 мм, крепящаяся на булавке или двойном кольце.
На аверсе группа военных с различным вооружением на фоне танков, самолетов и артиллерийских орудий. По периметру лицевой стороны вверху надпись «Spedizione in Albania», внизу — «Anno XVII E.F.»; на реверсе в центре надпись «Italia Albania» , разделенная савойским узлом. Над надписью изображен савойский орел, держащий в когтях фасцию, обернутую лентой с инициалами F.E.R.T. В нижней части изображён албанский двуглавый орел. По периметру лицевой стороны даты «12-16 aprile» (слева) и «Anno XVII E.F.» (справа). Даты обрамлены савойскими знамёнами.
Лента шириной 37 мм имеет 13 вертикальных чередующихся чёрных и красных линий (цвета албанского флага) по 2 мм каждая.

### ЧеканкаStefano Johnson-Milano (Crippa Emilio)

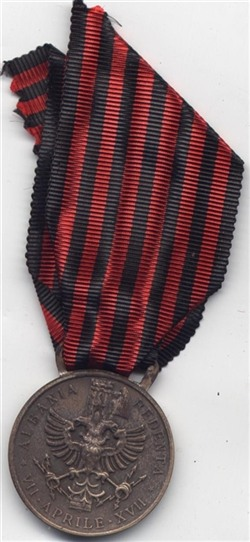
Вариант с двуглавым орлом

Медаль представляет собой бронзовый диск диаметром 32 мм, крепится на крючок. 
На аверсе изображён повёрнутый влево профиль короля Виктора Эммануила III в военной форме. По краю по кругу помещена надпись «Vittorio Emanuele III Re D'Italia e D'Albania. Imp.D'Etiopia»]; на реверсе в центре — албанский двуглавый орел, который держит в когтях молнии на фоне повёрнутой вправо фасции, с пятиконечной звездой. По краю надписи «Albania Redenta» (вверху) и «VII.Aprile.XVII.» (внизу), разделённые двумя пятиконечными звёздами.

### Неизвестный изготовитель
Есть варианты, у которых неизвестна производящая чеканку компания. Из них наиболее в обращении наиболее распространены две версии:

#### Вариант «№ 1»
Медаль представляет собой бронзовый диск диаметром 32 мм, крепящийся на штифте. 
На аверсе изображение обращённый вправо профиль короля. Скраю по кругу идёт надпись «Vittorio Emanuele III Re D'Italia» с точками между словами от «U» до «V»; на реверсе в центре — албанский двуглавый орел, который держит в когтях молнии на фоне повёрнутой вправо фасции с пятиконечной звездой. По краю надписи «Albania Redenta» (вверху) и «VII.Aprile.XVII.» (внизу), разделённые двумя пятиконечными звёздами.

#### Вариант «№ 2»
Медаль представляет собой бронзовый диск диаметром 33 мм, крепящийся на штифте. 
На аверсе обращенный влево профиль короля. По краю по кругу надпись «Vittorio Emanuele III Re D'Italia e D'Albania. Imp.D'Etiopia» с точками между словами и пятиконечной звездой, расположенной внизу, между началом и концом легенды; на реверсе в центре надпись «Italia Albania» , разделённая савойским знаменем. Над надписью савойский орел, держащий в когтях фасцию, обернутую лентой с инициалами F.E.R.T. В нижней части изображён албанский двуглавый орел. По периметру лицевой стороны даты «12-16 aprile» (слева) и «1939 XVII E.F.» (справа). Даты обрамлены савойскими знамёнами.